# Nicolo Sokoli

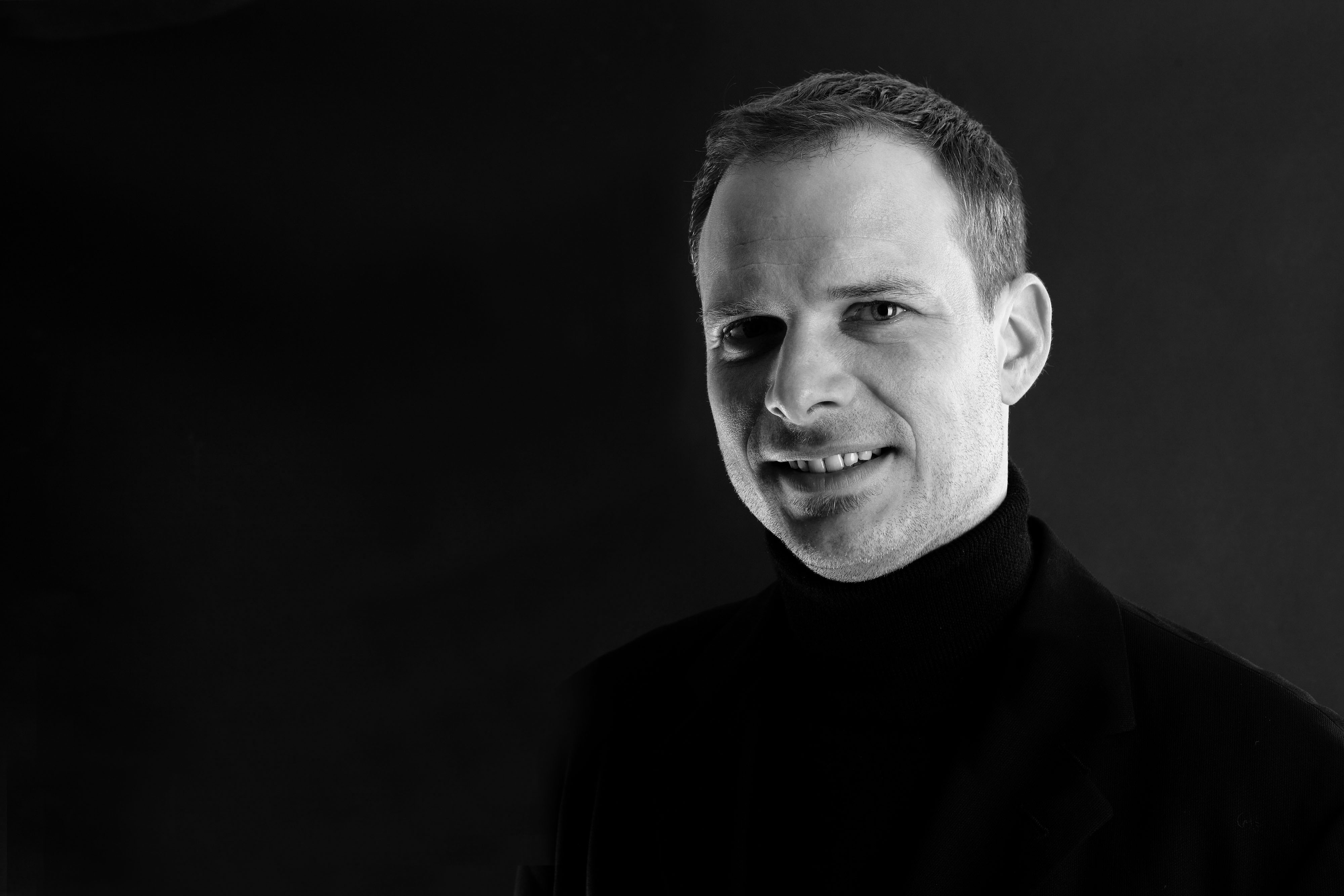
Nicolo Sokoli 2012

Nicolo Sokoli (* 25. Februar 1973 in Rüsselsheim) ist ein deutscher Kirchenmusiker, Dirigent, Musikpädagoge und Organist.

## Leben
Nicolo Sokoli studierte von 1993 bis 1999 Kirchenmusik (A-Examen 1997), Chor- und Orchesterleitung (Diplom 1999) und konzertantes Orgelspiel (Diplom 1999) an der Hochschule für Musik und darstellende Kunst in Frankfurt/Main. Seine Lehrer waren dabei unter anderem Daniel Roth (Orgel) sowie  Wolfgang Schäfer und Winfried Toll (Chorleitung). Meisterkurse bei Ludger Lohmann, Wolfgang Rübsam, Christoph Bossert (Orgel) und Eric Ericson (Chorleitung) runden seine Ausbildung ab.
1998 gründete er das Vokalensemble Cantemus, das er bis 2016 leitete. Von 2002 bis 2016 arbeitete er als Regionalkantor für die Dekanate Wetterau-Ost und -West, von 1998 bis 2016 als Dozent für Stimmbildung und Orgelspiel am Institut für Kirchenmusik/Mainz und von 1999 bis 2016 als Orgelsachverständiger im Auftrag des Bistums Mainz. 2002 wurde er zum künstlerischen Leiter des Marburger Bachchores berufen. Von 2013 bis 2016 wirkte Sokoli zusätzlich als Chorleiter und Organist an der Einhard-Basilika St. Marzellinus und Petrus in Seligenstadt.
Mit seinen Ensembles und als Organist gibt er regelmäßig Konzerte im In- und Ausland. Konzertreisen mit dem Marburger Bachchor führten ihn in den letzten Jahren nach Bulgarien, Rumänien, England, Slowenien und Polen.
Einige CD- und Rundfunkaufnahmen dokumentieren Nicolo Sokolis Schaffen. Zuletzt erschien die Ersteinspielung der „Missa Nativitatis Domini“ von Jan Dismas Zelenka mit dem Marburger Bachchor und dem Barockorchester L’arpa festante im Leipziger Label „Genuin“.
Von 2016 bis 2019 arbeitete Nicolo Sokoli hauptberuflich an der Freien Waldorfschule Wetterau als Musiklehrer der Mittel- und Oberstufe. Seit dem Schuljahr 2019/20 ist er an der Freien Waldorfschule Marburg als Oberstufenlehrer für das Fach Musik beschäftigt. In dieser Funktion leitet er auch den Oberstufenchor.

## CD
- Die Klais-Orgel der Liebfrauenkirche Oberursel (1999)
- KlangMosaik – Neue Kompositionen aus dem Bistum Mainz (2007)
- Mainzer Bistumsmesse –  Gemeinschaftskomposition der sechs Regionalkantoren des Bistums Mainz: Dan Zerfaß, Nicolo Sokoli, Ruben J. Sturm, Ralf Stiewe, Thomas Gabriel, Andreas Boltz (2010)[2]
- Jan Dismas Zelenka: Missa nativitatis Domini (2011)
- Joachim J.K. Kunze: ORETAG (2013) – Eine Klangkreation in 12 Sätzen für Trompete, Orgel und Percussion